# Volba izraelského prezidenta 1988

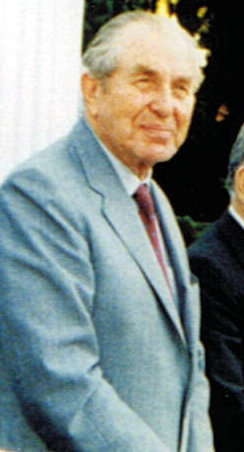
Ve volbě byl do druhého funkčního období zvolen dosavadní prezident Chajim Herzog

Volba izraelského prezidenta se v Knesetu konala 23. února 1988 po dokončení prvního pětiletého funkčního období Chajima Herzoga. Ten se rozhodl kandidovat znovu a ucházet se o zvolení do druhého funkčního období. Herzog, který byl v předchozích volbách nominován stranou Ma'arach, neměl ve volbě žádného protikandidáta, neboť Likud (toho času ve vládě společně s Ma'arachem) respektoval tradici nenominovat prezidentského kandidáta do volby, kde svůj post obhajuje stávající prezident. Herzog získal celkem 82 hlasů, 2 hlasy byly proti, 2 hlasovací lístky byly odevzdány prázdné a jeden byl neplatný.

## Výsledky
| kandidát         | hlasů |
| ---------------- | ----- |
| pro              | 82    |
| proti            | 2     |
| prázdných lístků | 2     |
| nezúčastnilo se  | 16    |
| zdrželo se       | 18    |
| celkem           | 120   |